# Dicziunari Rumantsch Grischun
Il Dicziunari Rumantsch Grischun (Dizionario della lingua romancia dei Grigioni) è il dizionario più importante della lingua romancia. È finanziato dall'Accademia Svizzera di Scienze Umane e Sociali.